# NGC 3187
NGC 3187 је спирална галаксија у сазвежђу Лав која се налази на NGC листи објеката дубоког неба.
Деклинација објекта је + 21° 52' 26" а ректасцензија 10h 17m 47,7s. Привидна величина (магнитуда) објекта NGC 3187 износи 12,9 а фотографска магнитуда 13,6. Налази се на удаљености од 26,1000 милиона парсека од Сунца. NGC 3187 је још познат и под ознакама UGC 5556, MCG 4-24-25, CGCG 123-36, IRAS 10150+2207, ARP 316, VV 307, HCG 44D, PGC 30068.